# برايان بارنز (لاعب غولف)
برايان بارنز (بالإنجليزية: Brian Barnes)‏ هو لاعب غولف بريطاني، ولد في 3 يونيو 1945 في أدينغتون ‏ في المملكة المتحدة.

## وصلات خارجية
- برايان بارنز على موقع رابطة لاعبي الغولف المحترفين (الإنجليزية)
- برايان بارنز على موقع رابطة أوروبا للاعبي الغولف المحترفين (الإنجليزية)